# 八道壕站
八道壕站是一个大郑线上的铁路车站，位于辽宁省黑山县八道壕镇，建于1922年，目前为三等站，邮政编码为121401。目前客运：办理旅客乘降；行李、包裹托运；货运：办理整车货物发到。2013年因大郑线复线改造，八道壕站向东移了2公里，并且取消了客运。原八道壕站成为芳八支线的尽头站。
1. ↑  . 东北新闻网. 2018-02-09  [2023-10-13]. 随着大郑铁路线电气化改造后，八道壕站成为大郑线芳八支线最深处的一座尽头车站，再往前已是铁路线的尽头